# Újkér
Újkér là một thị trấn thuộc hạt Győr-Moson-Sopron, Hungary. Thị trấn này có diện tích 32,38 km², dân số năm 2010 là 963 người, mật độ 30 người/km².